# Puchar Pokoju 2005
Puchar Pokoju 2005 - 2. edycja Pucharu Pokoju, która odbyła się w dniach 15 - 24 lipca 2005 w Korei Południowej. Zwyciężył Tottenham Hotspur. Królem strzelców turnieju został Robbie Keane.

## Grupa A
| Drużyna        | Pkt | Mecze | W | R | P | B+ | B- | +/- |
| -------------- | --- | ----- | - | - | - | -- | -- | --- |
| Olympique Lyon | 5   | 3     | 1 | 2 | 0 | 4  | 3  | 1   |
| PSV Eindhoven  | 5   | 3     | 1 | 2 | 0 | 3  | 2  | 1   |
| Once Caldas    | 5   | 3     | 1 | 2 | 0 | 2  | 1  | 1   |
| Ilhwa Chunma   | 0   | 3     | 0 | 0 | 3 | 2  | 5  | -3  |

 PSV Eindhoven −  Ilhwa Chunma 2:1
 Once Caldas −  Olympique Lyon 1:1
 PSV Eindhoven −  Once Caldas 0:0
 Olympique Lyon −  Ilhwa Chunma 2:1
 Ilhwa Chunma −  Once Caldas 0:1
 Olympique Lyon −  PSV Eindhoven 1:1

## Grupa B
| Team              | Pts | Pld | W | D | L | GF | GA | GD |
| ----------------- | --- | --- | - | - | - | -- | -- | -- |
| Tottenham Hotspur | 5   | 3   | 1 | 2 | 0 | 6  | 4  | 2  |
| Boca Juniors      | 5   | 3   | 1 | 2 | 0 | 5  | 3  | 2  |
| Mamelodi Sundowns | 3   | 3   | 1 | 0 | 2 | 3  | 6  | -3 |
| Real Sociedad     | 2   | 3   | 0 | 2 | 1 | 1  | 2  | -1 |

 Tottenham Hotspur −  Boca Juniors 2:2
 Mamelodi Sundowns −  Real Sociedad 1:0
 Tottenham Hotspur −  Mamelodi Sundowns 3:1
 Boca Juniors −  Real Sociedad 0:0
 Boca Juniors −  Tottenham Hotspur 3:1
 Real Sociedad −  Tottenham Hotspur 1:1

## Finał
Tottenham Hotspur −  Olympique Lyon 3:1
| Zwycięzca Pucharu Pokoju 2005 |
| ----------------------------- |
| Tottenham Hotspur             |

## Strzelcy
4 gole
- Robbie Keane (Tottenham Hotspur)

2 gole
- Mido (Tottenham Hotspur)
- John Carew (Olympique)
- Sapula (Mamelodi Sundowns)

1 goal
- Phillip Cocu (PSV)
- Kim Do-hoon (Seongnam Ilhwa Chunma)
- Dudu (Seongnam Ilhwa Chunma)
- Mahamadou Diarra (Lyon)
- Florent Malouda (Lyon)
- Ben Arfa (Lyon)
- Luiz (Once Caldas)
- Elkin Soto (Once Caldas)
- Jermain Defoe (Tottenham Hotspur)
- Frédéric Kanouté (Tottenham Hotspur)
- Marcelo Delgado (Boca Juniors)
- Daniel Bilos (Boca Juniors)
- Diego Cagna (Boca Juniors)
- Martín Palermo (Boca Juniors)
- Neri Cardozo (Boca Juniors)
- Lerato Chabangu (Mamelodi Sundowns)
- Óscar de Paula (Real Sociedad)